# Buddy Harper
Elijah „Buddy“ Harper (* vor 1945; † um 2005) war ein US-amerikanischer Jazzgitarrist, Arrangeur und Musikproduzent.

## Leben und Wirken
„Buddy“ Harper, ein Onkel der Sängerin Toni Harper, gehörte Mitte der 1940er Jahre der Band von Gerald Wilson an und wirkte bei dessen Aufnahmen für Black & White Records mit (Crusin’ with Cab). Er spielte in der Jazzszene von Los Angeles u. a. auch mit Big Jay McNeely Lester Young, Don Byas, Jack McVea und mit Wilbert Baranco/Charles Mingus (You Go to My Head 1945). Mit seiner All Stars-Band, zu der auch Maxwell Davis, Wilbert Baranco, Karl George und Red Callender gehörten, begleitete er in Los Angeles 1946 bei Plattenaufnahmen für Aladdin die Sängerin Effie Smith (Nothin’ You Can Do). Bei einer weiteren Session für Jewel war sein Orchester die Begleitband des Sängers Dan Grissom (Like a Ship at Sea). Für Lyle Griffins Label Atomic war er Sessionmusiker bei Aufnahmen der Sängerin Betty Hall.
Anfang der 1960er Jahre produzierte Harper für das gemeinsam mit dem DJ Chuck Mann betriebene Label Spindletop u. a. Musik von Freddie Romain, Sänger der Doo-Wop-Vokalgruppe The Native Boys. 1983 trat Harper, der Mentor von Horace Tapscott war, mit ihm auf dem Watts Towers Festival auf. Er starb Mitte der 2000er Jahre.
Clora Bryant beschrieb in ihrer Geschichte des Jazz in Los Angeles Buddy Harper als begabten Arrangeur, der sich an Billy Strayhorns Arbeit für das Duke Ellington Orchestra orientierte.  Eine Sammlung seiner Jazz-Arrangements befindet sich in der Music Library der UCLA (Schoenberg Music Building).

## Diskographische Hinweise
- Charles 'Baron' Mingus West Coast 1945–49 (Uptown)
- The Chronological Gerald Wilson 1945–1946 (Classics)